# Fahad Al-Ghesheyan
Fahad Saleh Al-Ghesheyan (arabiska: فهد صالح الغشيان) född 1 augusti 1973, är en saudisk fotbollsspelare som gjorde mål mot Sverige i åttondelsfinalen i Världsmästerskapet i fotboll 1994. Dock förlorade Saudiarabien med 1-3.